# Gambialoa wika
Gambialoa wika är en insektsart som beskrevs av Irena Dworakowska 1981. Gambialoa wika ingår i släktet Gambialoa och familjen dvärgstritar. Inga underarter finns listade i Catalogue of Life.